# タイ君主一覧
タイ君主一覧（タイくんしゅいちらん）は、タイの歴代君主の一覧である。

## 概要
タイ君主はタイの王朝の歴代王のことである。タイのスコータイ王朝、アユタヤー王朝、トンブリー王朝、チャックリー王朝に代表される。これらを正統王朝といい、トンブリー王朝を除く全ての王朝は小タイ族による王朝である。この他の王朝に、ラーンナータイ王朝などがある。なお、タイの王朝で「大王」と呼ばれる王は7人いる（スコータイ王朝のラームカムヘーン、アユタヤ王朝のナレースワン、ナーラーイ、トンブリー王朝のタークシン、チャクリー王朝のラーマ1世、ラーマ5世、ラーマ9世）が、うちラームカムヘーン、ナレースワン、ラーマ5世の3人を「タイ三大王」と称する。

## 前史時代の王
散逸していた古文書を再構築した『北方年代記』により、存在したとされた王朝。ただし、資料自体の歴史的信頼性は証明されていない。また、再構築した過程での年代的検証、順列、あるいは、同一王朝内の話なのかどうか、王の名称から類推される実在の別の王との混同など、問題点が指摘されている。

### アヨーティヤー王国
『北方年代記』による王国。
| 代 | 王                                                    | タイ語            | 在位            | （タイ仏暦） |
| -- | ----------------------------------------------------- | ----------------- | --------------- | ------------ |
| 1  | パトゥムスリヤウォン王                                | พระเจ้าปทุมสุริยวงศ์   |                 |              |
| 2  | マハーサムットサーコーン王                            | พระเจ้ามหาสมุทรสาคร |                 |              |
| 3  | チャンタララーチャー王                                | พระเจ้าจันทราชา     |                 |              |
| 4  | ルワン王（プラ・ルワン）                              | พระเจ้าร่วง         |                 |              |
| 5  | ルー王                                                | พระเจ้าลือ          |                 |              |
| 6  | コードム王                                            | พระยาโคตม         |                 |              |
| 7  | コートラボーン王                                      | พระยาโคตรบอง      |                 |              |
| 8  | クレーク王                                            | พระยาแกรก         |                 |              |
| 9  | チャンタチョート王                                    | พระเจ้าจันทรโชติ     | ? - 880年       |              |
| 10 | ナーラーイ王（アユタヤー王朝の ナーラーイ王とは別人） | พระนารายณ์         | 880年 - 949年   |              |
| 11 | ルワン王（プラチャオ・ルワン）                        | พระเจ้าหลวง        | 949年 - 1027年  |              |
| 12 | サーイナムプン王                                      | พระเจ้าสาน้ำผึ้ง      | 1027年 - 1056年 |              |
| 13 | タンミカラート王                                      | พระยาธรมิกราช      | 1056年 - 1107年 |              |

## 中部の王朝

### スコータイ王朝
| 称号                      | 王                     | 在位            | （仏暦）            |
| ------------------------- | ---------------------- | --------------- | ------------------- |
|                           | シーインタラーティット | 1220年 - 1238年 | （1763年 - 1781年） |
|                           | バーンムアン           | 1238年 - 1279年 | （1781年 - 1822年） |
|                           | ラームカムヘーン       | 1279年 - 1300年 | （1822年 - 1843年） |
|                           | プーサイソンクラーム   | 1300年 - 1323年 | （1843年 - 1866年） |
|                           | ルータイ               | 1323年 - 1341年 | （1866年 - 1884年） |
|                           | グアナムトゥム         | 1341年 - 1347年 | （1884年 - 1890年） |
| マハータンマラーチャー1世 | リタイ（ルータイ）     | 1347年 - 1368年 | （1890年 - 1911年） |
| マハータンマラーチャー2世 | サイルータイ           | 1368年 - 1399年 | （1911年 - 1942年） |
| マハータンマラーチャー3世 |                        | 1399年 - 1419年 | （1942年 - 1962年） |
| マハータンマラーチャー4世 |                        | 1419年 - 1438年 | （1962年 - 1981年） |

- 注：スコータイ王朝の場合、統治年やその王が実在した人物か、実際に統治したかには諸説があり一定しない。

### アユタヤ王朝
| 代 | 称号                                                      | 王                                                          | 在位            | （仏暦）            |
| -- | --------------------------------------------------------- | ----------------------------------------------------------- | --------------- | ------------------- |
|    | 【ウートン王家】                                          |                                                             |                 |                     |
| 1  | ラーマーティボーディー1世(ウートン王)                     |                                                             | 1350年 - 1369年 | （1893年 - 1912年） |
| 2  |                                                           | ラーメースワン                                              | 1369年 - 1370年 | （1912年 - 1913年） |
|    | 【スパンナプーム王家】                                    |                                                             |                 |                     |
| 3  | ボーロマラーチャーティラート1世                           | パグワ王                                                    | 1370年 - 1388年 | （1913年 - 1931年） |
| 4  |                                                           | トーンラン                                                  | 1388年          | （1931年）          |
|    | 【ウートン王家】                                          |                                                             |                 |                     |
| 5  |                                                           | ラーメースワン （2代目と同じ人物）                          | 1388年 - 1395年 | （1931年 - 1938年） |
| 6  |                                                           | ラーマラーチャーティラート （ラーマラーチャー）             | 1395年 - 1409年 | （1938年 - 1952年） |
|    | 【スパンナプーム王家】                                    |                                                             |                 |                     |
| 7  | （インタララーチャー1世）                                 | ナカリンタラーティラート                                    | 1409年 - 1424年 | （1952年 - 1964年） |
| 8  | ボーロマラーチャーティラート2世                           | サームプラヤー王                                            | 1424年 - 1448年 | （1964年 - 1991年） |
| 9  |                                                           | ボーロマトライローカナート （トライローカナート）           | 1448年 - 1488年 | （1991年 - 2031年） |
| 10 | インタララーチャー2世 （ボーロマラーチャーティラート3世） |                                                             | 1488年 - 1491年 | （2031年 - 2034年） |
| 11 | ラーマーティボーディー2世                                 |                                                             | 1491年 - 1529年 | （2034年 - 2072年） |
| 12 | ボーロマラーチャーティラート4世                           | ボーロマラーチャーマハープッターンクーン                    | 1529年 - 1533年 | （2072年 - 2076年） |
| 13 |                                                           | ラッサダーティラートクマーン （ラッサダー）                 | 1533年 - 1534年 | （2076年 - 2077年） |
| 14 |                                                           | チャイヤラーチャーティラート （チャイラーチャー）           | 1534年 - 1547年 | （2076年 - 2089年） |
| 15 |                                                           | ヨートファー （ケーオファー）                               | 1547年 - 1548年 | （2089年 - 2091年） |
| 16 |                                                           | シーシン                                                    | 1548年          | （2091年）          |
| 17 |                                                           | ウォーラウォンサーティラート （ウォーラウォンサー）         | 1548年          | （2091年）          |
| 18 |                                                           | チャクラパット                                              | 1548年 - 1569年 | （2091年 - 2112年） |
| 19 |                                                           | マヒンタラーティラート（マヒン）                            | 1569年          | （2112年）          |
|    | 【スコータイ王家】                                        |                                                             |                 |                     |
| 20 | サンペット1世                                             | マハータンマラーチャーティラート （マハータンマラーチャー） | 1569年 - 1590年 | （2112年 - 2133年） |
| 21 | サンペット2世                                             | ナレースワン                                                | 1590年 - 1605年 | （2133年 - 2148年） |
| 22 | サンペット3世                                             | エーカートッサロット                                        | 1605年 - 1610年 | （2148年 - 2153年） |
| 23 | サンペット4世                                             | シーサオワパーク                                            | 1610年 - 1611年 | （2153年 - 2154年） |
| 24 | ボーロマラーチャー1世                                     | ソンタム                                                    | 1611年 - 1628年 | （2154年 - 2171年） |
| 25 | ボーロマラーチャー2世                                     | チェーターティラート                                        | 1628年 - 1629年 | （2171年 - 2172年） |
| 26 |                                                           | アーティッタヤウォン                                        | 1629年          | （2172年）          |
|    | 【プラーサートトーン王家】                                |                                                             |                 |                     |
| 27 | サンペット5世                                             | プラーサートトーン                                          | 1629年 - 1656年 | （2172年 - 2173年） |
| 28 | サンペット6世                                             | チャイ                                                      | 1656年          | （2173年）          |
| 29 | サンペット7世                                             | シースタンマラーチャー （スタンマラーチャー）               | 1656年          | （2173年）          |
| 30 | ラーマーティボーディー3世                                 | ナーラーイ                                                  | 1656年 - 1688年 | （2173年 - 2231年） |
|    | 【バーンプルールワン王家】                                |                                                             |                 |                     |
| 31 |                                                           | ペートラーチャー （マハーブルット）                         | 1688年 - 1703年 | （2231年 - 2246年） |
| 32 | サンペット8世                                             | スリエーンタラーティボーディー                              | 1703年 - 1709年 | （2246年 - 2252年） |
| 33 | サンペット9世                                             | プーミンタラーチャー                                        | 1709年 - 1733年 | （2252年 - 2276年） |
| 34 | ボーロマラーチャーティラート3世                           | ボーロマコート                                              | 1733年 - 1758年 | （2276年 - 2301年） |
| 35 | ボーロマラーチャーティラート4世                           | ウトゥムポーン                                              | 1758年          | （2301年）          |
| 36 | ボーロマラーチャー3世                                     | スリヤートアマリン （エーカタット）                         | 1758年 - 1767年 | （2301年 - 2310年） |

### トンブリー王朝
| 王                     | 在位            | （タイ仏暦）        |
| ---------------------- | --------------- | ------------------- |
| タークシン (鄭信/鄭昭) | 1767年 - 1782年 | （2310年 - 2325年） |

### チャクリー王朝
| 代 | 王                                           | 王 | 出身家       | 在位期間 （タイ仏暦）                               | 在位期間 （タイ仏暦） | 備考 |
| -- | -------------------------------------------- | -- | ------------ | --------------------------------------------------- | --------------------- | ---- |
| 1  | ラーマ1世 （チュラーローク／鄭華）           |    | チャクリー家 | 1782年4月6日 - 1809年9月7日 （2325年 - 2352年）     | 27年 + 154日          |      |
| 2  | ラーマ2世 （ルートラーナパーライ／鄭佛）     |    | チャクリー家 | 1809年9月7日 - 1824年7月21日 （2352年 - 2367年）    | 14年 + 318日          |      |
| 3  | ラーマ3世 （ナンクラオ／鄭福）               |    | チャクリー家 | 1824年7月21日 - 1851年4月2日 （2367年 - 2394年）    | 26年 + 255日          |      |
| 4  | ラーマ4世 （モンクット／鄭明）               |    | チャクリー家 | 1851年4月2日 - 1868年10月1日 （2394年 - 2411年）    | 17年 + 182日          |      |
| 5  | ラーマ5世 （チュラーロンコーン）             |    | チャクリー家 | 1868年10月1日 - 1910年10月23日 （2411年 - 2453年）  | 42年 + 22日           |      |
| 6  | ラーマ6世 （ワチラーウット）                 |    | チャクリー家 | 1910年10月23日 - 1925年11月26日 （2453年 - 2468年） | 15年 + 34日           |      |
| 7  | ラーマ7世 （プラチャーティポック）           |    | チャクリー家 | 1925年11月26日 - 1935年3月2日 （2468年 - 2477年）   | 9年 + 96日            | 退位 |
| 8  | ラーマ8世 （アーナンタ・マヒドン）           |    | チャクリー家 | 1935年3月2日 - 1946年6月9日 （2477年 - 2489年）     | 11年 + 99日           |      |
| 9  | ラーマ9世 （プーミポン・アドゥンラヤデート） |    | チャクリー家 | 1946年6月9日 - 2016年10月13日 （2489年 - 2559年）   | 70年 + 126日          |      |
| 10 | ラーマ10世 （ワチラーロンコーン）            |    | チャクリー家 | 2016年10月13日 - （在位） （2559年 - ）             | 8年 + 150日           |      |

## 北部王朝
- ラーンナー王朝の君主についてはラーンナー王朝#君主・国主の一覧を参照。
- ナーンを中心とする地域についてはカーオ王国#君主、ナーン王国#歴代国主を参照。
- 近世のチエンマイ・ラムパーン・ラムプーンについてはチェットトン王家#チェットトン王家出身の国主・君主を参照

## 南部王朝

### パタニ王国（マレー人による王朝）
1. ラジャ・スリ・ワンサ
2. スルタン・ムハンマド・シャー（ラージャ・イントゥラ）
3. スルタン・ムザファル・シャー ―― ？ - 1564年
4. スルタン・マンスル・シャー ―― 1574年 - 1572年
5. ラジャ・パティク・シアム ―― 1572年 - 1573年
6. スルタン・バードゥル・シャー ―― 1573年 - 1584年
7. ラジャ・ヒジャウ（緑の女王） ―― 1584年 - 1616年
8. ラジャ・ビル（青の女王） ―― 1616年 - 1624年
9. ラジャ・ウング（紫の女王） ―― 1624年 - 1635年
10. ラジャ・クニン ―― 1635年 - 1651年
11. ラジャ・マス・クラタン ―― 1690年 - 1707年
12. ラジャ・マス・チャヤム ―― 1707年 - 1710年
13. ラジャ・デウィ ―― 1710年 - 1719年
14. ラジャ・ブンダン・バダン ―― 1719年 - 1723年
15. ラジャ・ラクサマナ・ダジャン ―― 1723年 - 1724年
16. ラジャ・マス・チャヤム ―― 1724年 - 1726年
17. アロン・ユヌス ―― 1726年 - 1729年
18. スルタン・ムハンマド（ラジャ・アーマッド） ―― 1776年 - 1786年
19. トゥンク・ラミディン ―― 1786年 - 1791年
20. ドゥトゥック・プンカラン ―― 1791年 - 1808年
21. ナーイ・クワンサイ（タイ族） ―― 1808年 - 1815年
22. ナーイ・パイ（タイ族） ―― 1815年 - 1816年